# シロツメクサ
シロツメクサ（白詰草、学名: Trifolium repens）はマメ科シャジクソウ属の一年草あるいは多年草。別名、クローバー、シロクローバー、オランダゲンゲなど。牧草、蜜源、地被植物として利用される。若い葉や花は食用とすることができる。葉の変異体である「四つ葉のクローバー」は、幸運のシンボルとして知られる。

## 名称
英名のクローバーは、ローマ神話に登場するヘラクレスが、3つのコブをもつ棍棒を持っていることからラテン語で棍棒を意味する「clava」が「club」に変わり、やがてcloverに変化したといわれている。漢字表記は「白詰草」。江戸時代にオランダから長崎に輸入されたガラス器を衝撃から守るため、乾燥したクローバーを緩衝材として使用していたので、クローバー全体を指す名称として「詰草」という日本語が生まれた。本種は白い花をつけることから白詰草と呼ばれる。
別名、クローバー、オランダゲンゲともよばれるほか、シロクローバー、シロツメグサ、シロレンゲ、ツメクサ(填草) 、ホワイトクローバーなどの別名もある。

## 分布・生育地
原産地はヨーロッパ。日本では、北海道から九州までの各地に帰化して自生する。平地から丘陵地の日当たりのよい野原や道端、畑の縁などでふつうに見られる。人里・田畑から市街地まで幅広い環境に適応しているが、特に空き地や田畑まわり、芝生やグラウンドに多く生える。

## 特徴
一年草あるいは多年草、匍匐茎および種子で殖える。茎は地面を這うように伸びて緑のじゅうたんのように広がり、葉の付け根の各節から根を出して繁茂する。花茎と葉柄以外、立ち上がる茎はない。葉は柔らかいが、踏みつけや刈り取りには強く、すみやかに再生してくる。この性質により、雑草防止、土壌浸食防止等に利用されることもある（後述）。

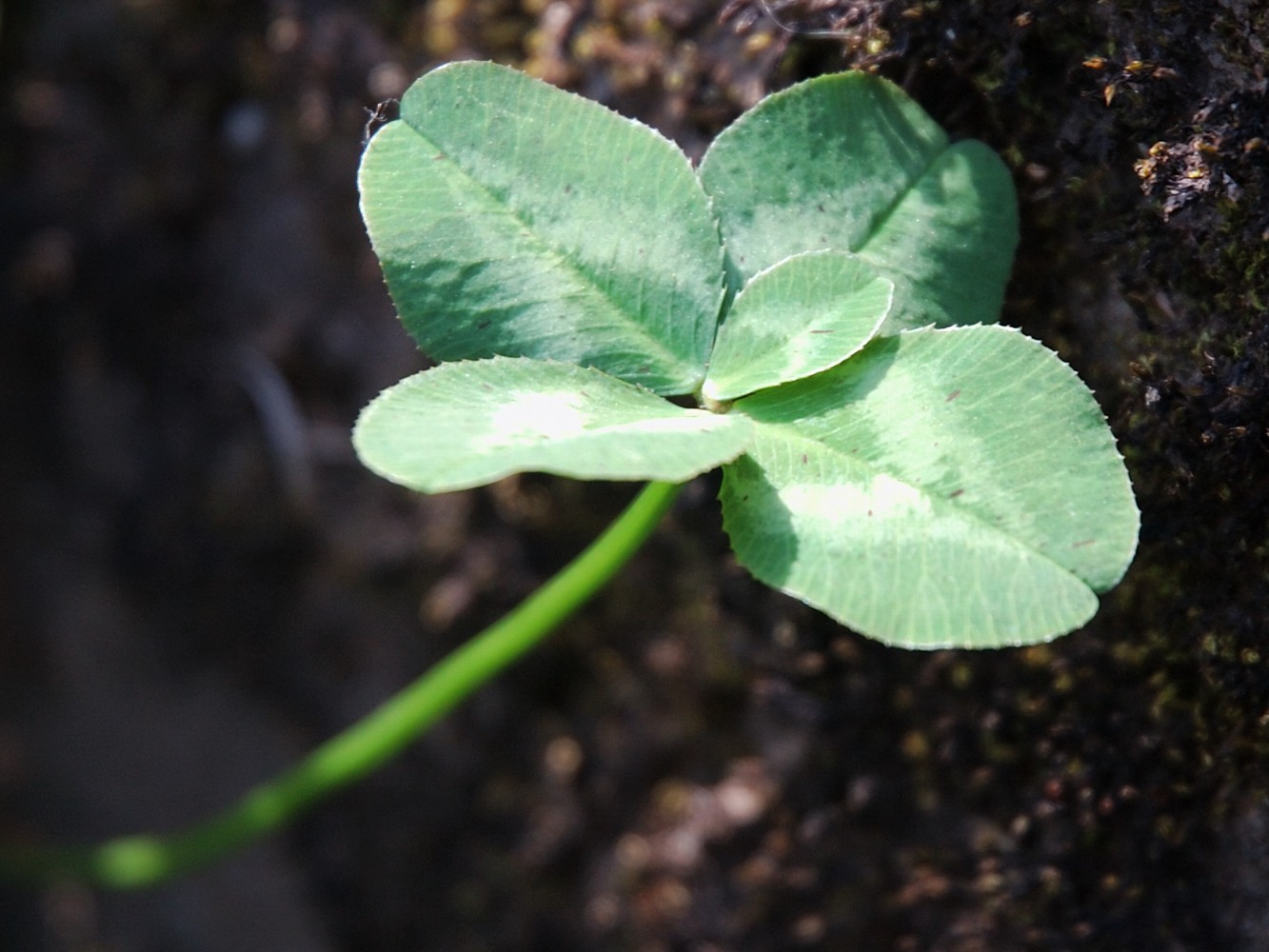
ごく稀に五つ葉以上のクローバーも見つかる。

葉は、長さ10センチメートル (cm) 前後の長い柄がついて立ち上がった先端に、3枚の小葉からなる複葉がつく。花の下の花茎には葉はつかない。小葉は心形あるいは円形で、両面に毛はなく、上面には白っぽい斑紋がある。変異体として、まれに4枚以上の小葉がつくことがあり、「小葉の数は2 - 18枚」とする文献もある。特に4小葉のものは「四つ葉のクローバー」として珍重される。昼間は小葉を開き、夜間はV字状に閉じる（就眠運動）。
花期は春から初夏にかけて。葉の付け根から長さ10 - 30 cmの長い花柄を出した先に頭状花序がつき、10個から80個の小さな蝶形花が集まって直径約1 cmの球形になる。花色はふつう白色であるが、わずかに薄紅色を帯びるものもある。萼裂片はそれぞれ長さが異なるが、いずれも萼筒と同程度かやや短い。花は花序の中央部よりも外周部から順に開いていく。花にはミツバチなどの昆虫が次々と飛んできて吸蜜し、その際に受粉の手助けをする。受粉した花から下を向き茶色くなるのが特徴である。

## 品種と近縁種
植物学において、シロツメクサの分類階級で種の下に下記の品種が挙げられている。
- オオシロツメクサ Trifolium repens L. f. giganteum[24]
- モモイロシロツメクサ Trifolium repens L. f. roseum[25]

近縁種に、ムラサキツメクサ（アカツメクサ Trifolium pratense）、ベニバナツメクサ (Trifolium incarnatum)、タチオランダゲンゲ (Trifolium hybridum)、ツメクサダマシ (Trifolium fragiferum) などがある。
ムラサキツメクサ（アカツメクサ）は、茎が立ち上がって紅紫色の花をつける。

## 人との関わり
明治以降、牧草として導入され、繁殖力が旺盛なため全国各地に分布を広げた。1938年の文献で、「日本國中至る處」繁殖しているという記述を確認できる。地上部はタンパク質やミネラルに富み、イネ科牧草と混播の上利用される。葉の大きさによってラジノ型（大葉型）、コモン型（中葉型）、ワイルド型（小葉型）の3群に大別される。
根粒菌の作用により窒素を固定することから、地力が向上する植物として緑化資材にも用いられている。ただし、その匍匐茎による繁殖はシバを駆逐し芝生を台無しにするので一部園芸家は嫌悪する。
芝草や果樹園の下草、法面などの保護（法面緑化工）にも利用される。昔から子供たちの遊びとして、花を花茎ごと編んで花の首飾りや花冠、腕輪などを作り、草遊びの材料として利用される。
優秀な蜜源植物でもあり、濃厚な蜂蜜が得られる。また、若葉は食用になる。
薬用としても用いられる。全草を開花期に天日乾燥したものを煎じて使用する。痔の出血やストレスに用いる。
聖パトリックが3枚の小葉を「信・望・愛」にたとえ、4枚目の小葉を幸福と説いたと言われている。本種の花言葉の「幸福」はこの言い伝えに由来する。五つ葉のものは金運、六つ葉のものは地位や名声を手に入れる幸運、七つ葉のものは九死に一生を得る幸運を表す。

### 食用
シロツメグサは、食べられる野草としても知られる。春から秋にかけて採取した、やわらかい若葉と花が食用にできる。灰汁は弱く、葉はさっと茹でて水にさらしてから、辛子和えなどの和え物、汁の実、バター炒め、甘酢などにして食べる。天ぷらにもできる。花は、茹でて三杯酢や和え物にしたり、茹でずに焼酎に漬けて花酒や健康酒に、花と葉を絡めてかき揚げにする。マメ科特有のコクがあり、加熱しても形が崩れにくく、色があせにくい花は、料理の見た目を楽しませてくれる。
橋本郁三によると、塩茹でして葉柄が柔らかくなったら冷水で手早く冷まし、胡麻和え・辛子和え・甘酢などでいただくのが良い。花はフライ・てんぷらにする。
近縁のムラサキツメクサも同様に食べられる。